# Valle del Rudrón
El valle del Rudrón está situado en la península ibérica al sur de la cordillera Cantábrica, comunidad autónoma de Castilla y León. Se localiza en el área noroeste del valle del Ebro ocupando un área de transición entre la cordillera Cantábrica y la depresión del Ebro.

## Descripción orográfica
Desde el punto de vista estructural, el relieve se organiza en torno a una gran unidad morfoestructural: una extensa paramera. El río Rudrón separa y divide a ambos lados esa paramera idéntica en sus caracteres geológicos, creando el valle del Rudrón, dejando en el lado izquierdo el Páramo de La Lora y al derecho el Páramo de Masa.
Por tanto, el río Rudrón a través de un proceso de epigénesis ha excavado los terrenos sedimentarios y horadado las calizas de esa extensa paramera, paramera que constituye la cuenca hidrográfica de este río.
El río Rudrón nace en la comarca de El Tozo, concretamente en el pueblo de San Mamés de Abar. Recoge aguas de algunas corrientes del Tozo, caso de arroyo Mundilla.
El vallejo que origina se interrumpe al tener una particularidad: se convierte en río subterráneo entre Basconcillos del Tozo y Barrio Panizares pueblo donde vuelve a resurgir.

## Tipología del valle
“En el caso del Rudrón un  valle fluvial en V de mayor anchura, aunque profundo, con pendientes menos fuertes y más regulares”.

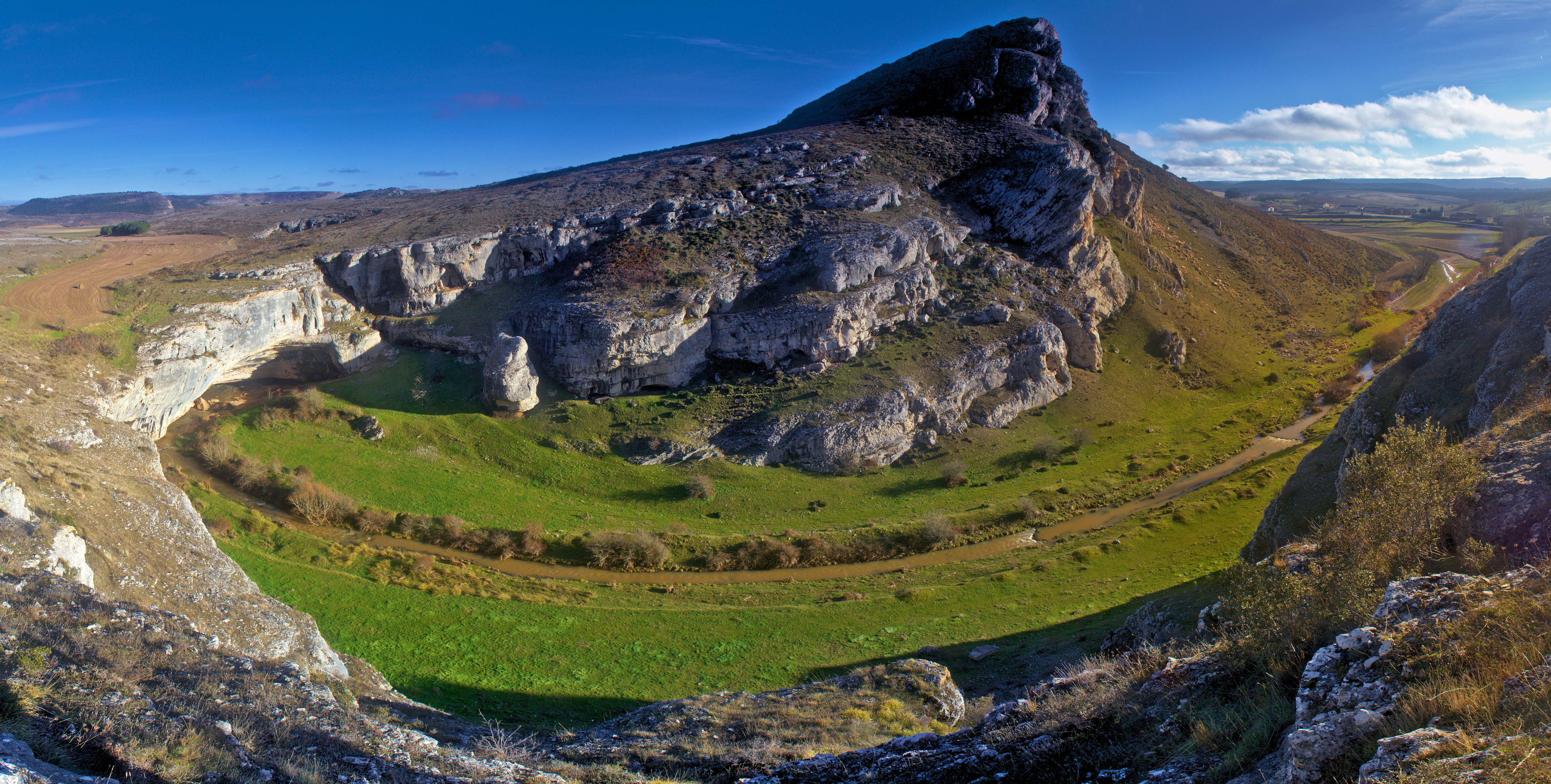
Cueva de Basconcillos del Tozo, en Burgos. El río Hurón se mueve en dirección derecha a izquierda en este valle, como se muestra en la imagen, introduciéndose en el sistema kárstico cuya entrada, que se conoce como Cueva de Basconcillos del Tozo, Cueva del Agua o Cueva de los Moros se observa a la izquierda. El río sale por la zona situada al fondo e izquierda de la imagen ya con el nombre de río Rudrón.

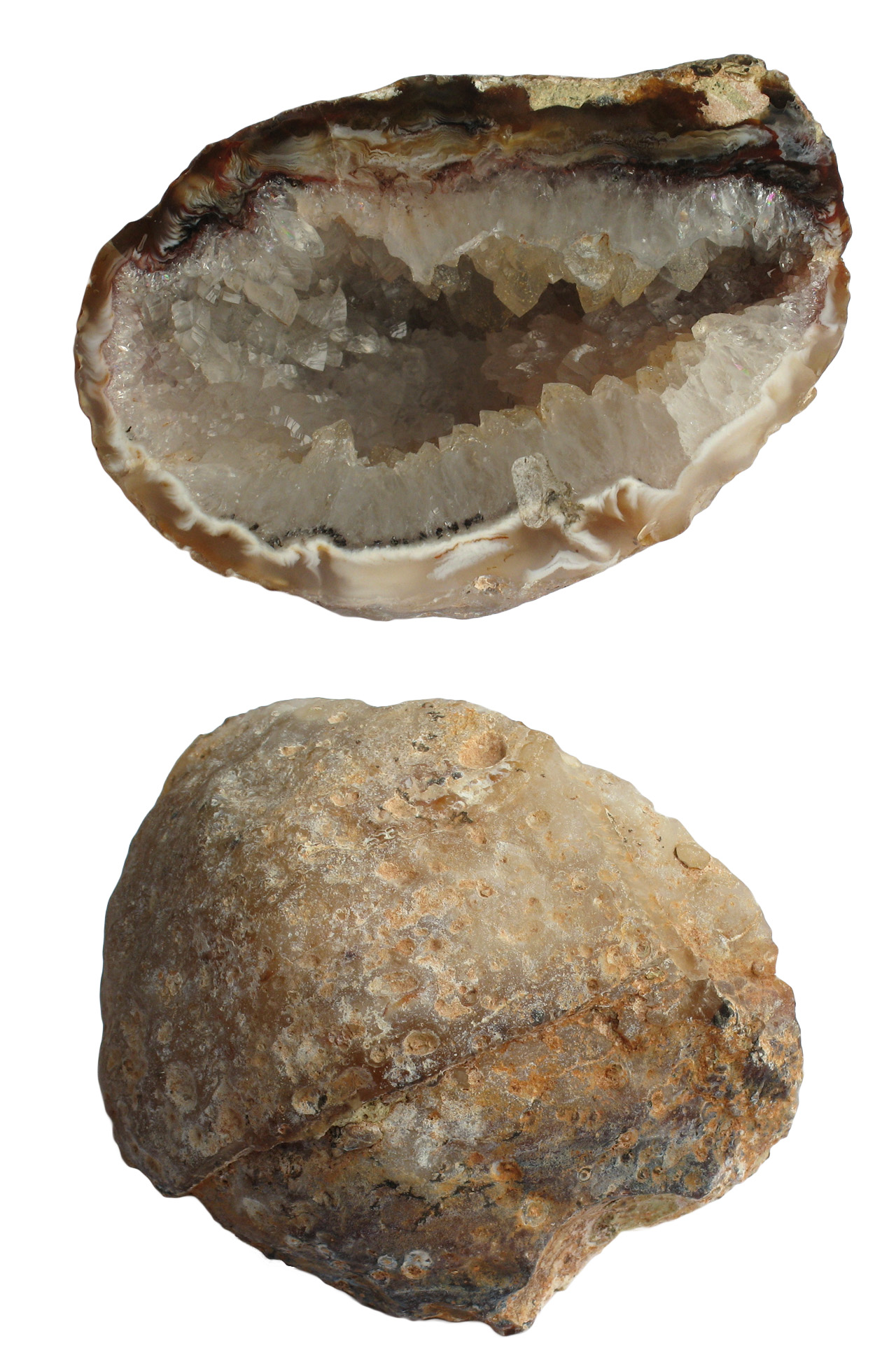
Imagen de geoda. En Tubilla del Agua se las llamaba piedras de sal.

El cauce ha ido cambiando de dirección a lo largo del tiempo de ahí que se haya creado un valle muy sinuoso, producto de los cambios de dirección que ha hecho el río al discurrir por entre las rocas más blandas.

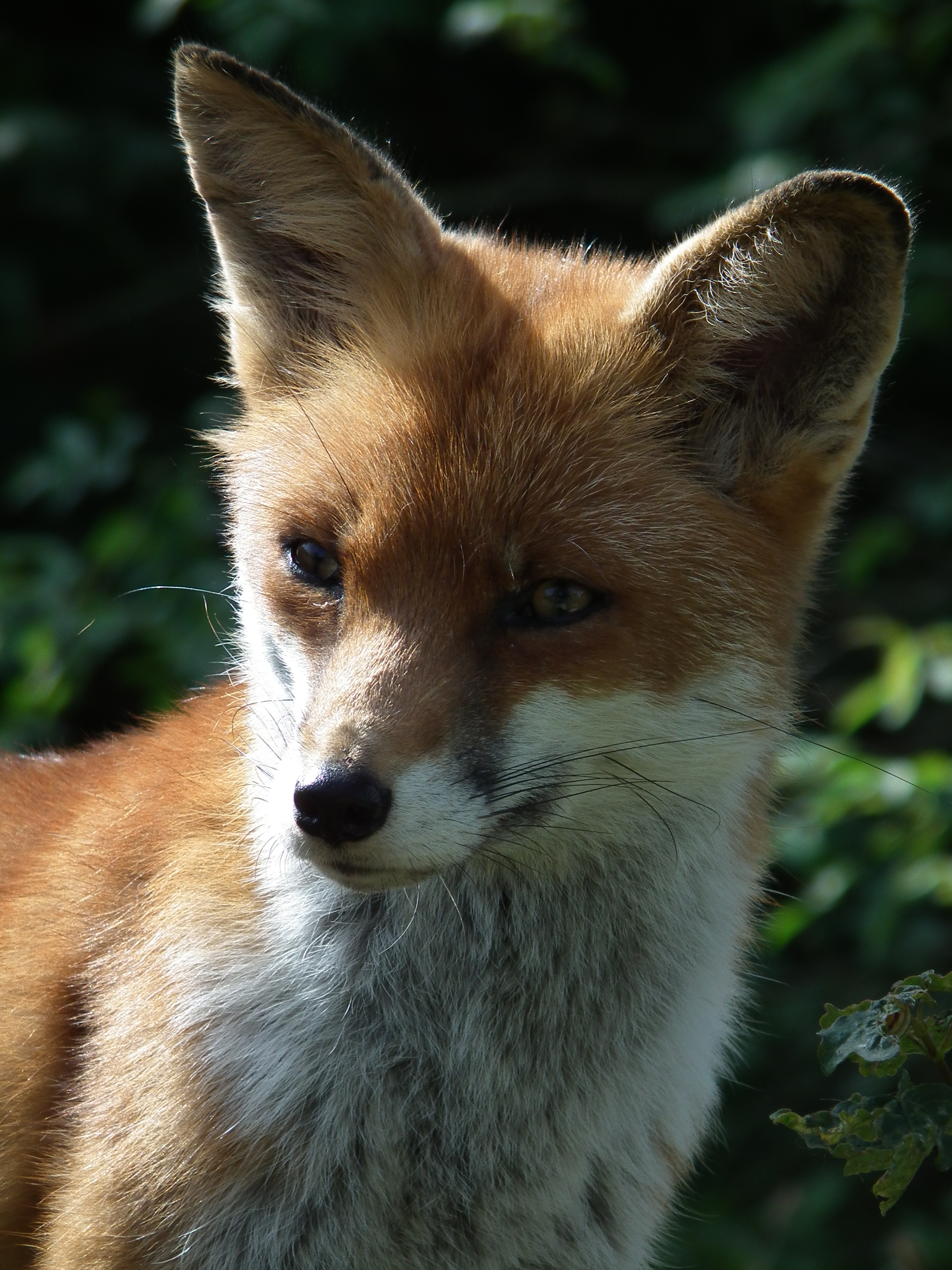
Raposo. Así se llama al zorro en el valle.

El valle en realidad nace en Barrio Panizares, se ensancha en Hoyos del Tozo y termina en Valdelateja. En su recorrido ha ido erosionando terrenos calizos producto de un geosinclinal del Mesozoico, aguas marinas poco profundas que originaron diferentes tipos de fósiles como rudistas o geodas, caso de las ya inexistentes en Tubilla del Agua.
Tras millones de años producto de esta erosión el Rudrón ha generado cortados, taludes y laderas pronunciadas, espectaculares en algunos casos. En el fondo del valle predominan las tierras calizas, arcillosas y tobizas del Cuaternario.
Esa erosión también ha generado numerosas surgencias, manantiales, fuentes, arroyos y riachuelos al romper las diferentes capas freáticas, en algunos casos espectaculares como el Pozo Azul. Por él transcurren otros subafluentes del río Ebro caso del río San Antón y el río Moradillo entre otros. Tiene variaciones sobre todo en las crecidas de los inviernos que inunda el fondo del valle y en verano tiene un estiaje no demasiado pronunciado. Precisamente la fuerza de su corriente ha generado un cauce bastante profundo y ha dejado al descubierto los estratos geológicos de eras anteriores.
Mediante este valle se establece la divisoria de vertientes hidrográficas por toda esta zona. La cuenca del Rudrón vierte su agua hacia la vertiente mediterránea a través del Ebro,  al contrario que otros ríos próximos a Úrbel, que la vierten hacia la vertiente atlántica al desembocar en el Duero.

## Biogeografía
La vegetación predominante es de bosque caducifolio, sobre todo el roble y el haya. También aparece arbolado de bosque mediterráneo como encinas o coscojas. La vegetación de transición entre ambos tipos es abundante.
La degradación del sustrato arbóreo ha generado abundante monte bajo, donde se desarrollan plantas como el espliego (Lavandula angustifolia), tomillo (Thymus vulgaris), orégano (origanum vulgare) y otras plantas olorosas.
El río como tal ha tenido truchas y cangrejos pero la excesiva explotación los ha hecho desaparecer.

## Poblamiento
Este valle se pobló en la Alta Edad Media, siendo utilizado para la agricultura extensiva, cerealista principalmente e intensiva de huertos. También para uso ganadero en las laderas más pronunciadas. Estas actividades han dejado un tipo de paisaje humanizado donde destacan construcciones como corrales y bancales.
Producto de todo ello ha sido el nacimiento de pueblos, algunos de los cuales llevan el apelativo del río.  
Así Barrio Panizares, Hoyos del Tozo, Moradillo del Castillo, Santa Coloma del Rudrón, Bañuelos del Rudrón, Tablada del Rudrón, Tubilla del Agua, Covanera, San Felices del Rudrón y Valdelateja.
En Valdelateja se ubica un balneario justo al lado del Río Rudrón.
Diagrama de pueblos del Valle del Rudrón

## Toponimia

### Uso habitual
“Valle del Rudrón” es una denominación precisa.
El término “valle” es de carácter geográfico y designa el área recorrida por un río y horadada por él. Rudrón es el hidrónimo que determina su causa originaria, el río.
Esta denominación es secular.
Se puede concretar, por ejemplo, en el estudioso Luciano Huidobro cuando refiriéndose a Siero, origen de la actual Valdelateja, describe geográficamente, del siguiente modo: “Sin duda, como lo desigual de aquella meseta rocosa, que llaman el Castillo y domina el valle del Rudrón”.
Otro ilustre médico don Misael Bañuelos, natural del Valle concretamente de Tablada del Rudrón, escribió un pequeño relato de carácter literario en el que señala: “La reina accedió a los ruegos del gaiterillo de permitirle volver junto al Pozo Azul de Cobanera (1) y le dio licencia y dinero y el pastorcito de cabras llegó al valle del Rudrón triste y medio muerto”.
Y otra. Prospecciones petrolíferas de 1964: “Una de las furgonetas del servicio de la torre “Ayoluengo I” volcó aparatosamente en el trayecto entre Sargentes y San Felices, ya dando vistas al valle del río Rudrón”.
Valle del Rudrón designa la totalidad. 
(1) Cobanera, con b en el original, grafía utilizada cuando se escribió. Hoy se escribe Covanera.

### Denominación por estudiosos
Tal denominación se emplea en investigaciones de diverso tipo. Es muy utilizado por R. González Pellejero en un estudio morfoestructural de carácter geográfico. Un ejemplo es significativo: 

“El resto del valle del Rudrón, más amplio, y compartimentado por una serie de arroyos afluentes, ha excavado materiales calcáreos menos resistentes y compactos, lo que incide en su amplitud variable.”

El catedrático de Geografía e Historia I. Escagüés y Javierre ha escrito: 

“El emplazamiento de cada poblado está señalado en primer lugar por el terreno llano, buscando las superficies planas Basconcillos del Tozo y Llanillo, a lo que alude su nombre. Otros se hallan al abrigo de los vientos fuertes dominantes como los del valle del Rudrón: Hoyos del Tozo y Barrio Panizares”.

También se utiliza como término específico para investigaciones de historia. Así el historiador I. Martín Viso comentado sobre el castro Lora: 

“Su situación estratégica sobre el valle del Rudrón y con la Lora de Sargentes a sus espaldas, se ve reforzada por haber sido un nudo vial de gran importancia.”

En arqueología. Y otras.